# Osrblie
Osrblie é um município da Eslováquia localizado no distrito de Brezno, região de Banská Bystrica.

## Demografia
| Ano:        | 1994 | 2004   | 2014   | 2024   |
| ----------- | ---- | ------ | ------ | ------ |
| Broj ljudi: | 379  | 384    | 379    | 343    |
| Razlika:    |      | +1,31% | -1,30% | -9,49% |

| Ano:               | 2023 | 2024 |
| ------------------ | ---- | ---- |
| Número de pessoas: | 350  | 343  |
| Diferença:         |      | -2%  |